# Yappy Park
El Yappy Park es un complejo deportivo ubicado en Paseo del Norte, en el barrio Brisas del Golf, corregimiento de Ernesto Córdoba Campos, distrito de Panamá, provincia de Panamá, República de Panamá. 
Con una extensión de 3.2 hectáreas, fue concebido para satisfacer la creciente demanda de infraestructuras deportivas de alta calidad en el país centroamericano y promover el desarrollo integral de los atletas panameños.  

## Nombre
El nombre "Yappy Park" proviene de un patrocinio con el Banco General, que utiliza "Yappy" como marca para su plataforma de pagos digitales. Este acuerdo de patrocinio otorgó el nombre al complejo deportivo. Este acuerdo se estableció en marzo de 2023.  

## Historia
La construcción del Yappy Park fue impulsada por el Panamá City Fútbol Club y José María González, presidente de Liga 10. Contaron con el apoyo de Banco General y otros patrocinadores para hacer realidad este proyecto. 
El Yappy Park es la casa del Panama City Fútbol Club, equipo que compite en la Liga Prom, La Liga de Fútbol Femenino (LFF) y la Liga 10 (Torneo de fútbol colegial o de Escuelas Secundarias Privadas en Panamá avalado por El 'Ministerio de Educación de Panamá (MEDUCA) y la Federación Panameña de Fútbol.) 
Además del fútbol, el complejo deportivo ofrece instalaciones para otras disciplinas deportivas, incluyendo piscinas climatizadas, canchas de pádel y un gimnasio multideportivo adecuado para baloncesto, voleibol y fútbol sala. También dispone de áreas de juegos para niños y un salón de eventos versátil para conferencias y celebraciones. 

### Torneos Juveniles
Se han utilizado sus instalaciones para torneos juveniles y colegiales de escuelas privadas de la Ciudad de Panamá, de futbol, voleibol, baloncesto 

### Uso de selecciones panameñas
Ha sido utilizado por las diferentes selecciones nacionales de futbol y baloncesto de Panamá para sus entrenamientos y preparación para torneos y juegos amistosos.  

### Partido Inaugural
La inauguración oficial del Yappy Park tuvo lugar el 10 de marzo de 2024, durante un partido entre el Panamá City FC y Ciex Sport Academy en la jornada 8 de la Liga Prom. El Panama City FC hizo respetar su casa y venció 3-1 al Ciex Sports Academy en el primer partido oficial de Liga PROM en ese estadio. El equipo de Ciex empezó ganando con una anotación de tiro libre por parte de Yeison Ortega sobre los 45 minutos; sin embargo, los cityzens le dieron vuelta a través de Alessio Espino (47′), Alanzo Edwards (55′) y Alberto Ramírez (90+4′). 

## Facilidades del Yappy Park
El complejo ofrece una variedad de instalaciones deportivas y comodidades, entre las que se incluyen:
- Cancha de fútbol 11: Con medidas oficiales certificadas por la FIFA.
- Cancha de fútbol 7: Para partidos de menor escala.
- Canchas de pádel
- Piscinas
- Gimnasio de baloncesto y Voleibol: Equipado para entrenamientos y partidos.
- Restaurante/Bar:
- Salón de eventos: Espacio versátil para conferencias, celebraciones y otros eventos.

Además, el Yappy Park cuenta con:
- 310 estacionamientos.
- Capacidad para más de 2,000 espectadores
- Camerinos y baños.
- Pantalla led en el estadio.
- Accesos techados.
- Seguridad 24/7.